# Вальехо, Хосе Хоакин
Хосе Хоакин Вальехо Боркоски (исп. José Joaquín Vallejo Borkoski; 19 августа 1811, Копьяпо — 27 сентября 1858, Тоторалило, Кокимбо) — чилийский писатель

, журналист и политик. Как литератор более известен под псевдонимом Хотабече (исп. Jotabeche); крупнейший представитель чилийского костумбризма, который, согласно «БСЭ» может «считаться основателем чилийской литературы».

## Биография
Хосе Вальехо родился 19 августа 1811 года в чилийском городке Копиапо. Он был сыном Рамона Вальехо-и-Гуэрра, мастера по серебру, и Петронилы Боркоски Переса, дочери польских эмигрантов. Отец едва мог прокормить свою большую семью теми немногими заказами, которые он получал в небольшом городке. Семья Вальехо покинула город (вместе со многими другими) после землетрясения 1819 года и переехала в Ла-Серену, где поселилась в доме дяди Хосе. Хосе учился сперва во францисканской школе, после в лицее Грегорио Кордовеза, затем в Национальном институте имени генерала Хосе Мигеля Карреры, где изучал право, но не смог получить степень из-за нехватки денег, хотя и подрабатывал по вечерам в магазине. 
В 1835 году ему удалось оставить работу за прилавком и стать секретарем муниципалитета Мауле. Примерно с тридцатилетнего возраста стал серьёзно заниматься политикой и вскоре вошёл в Палату депутатов Чили от Вальенара (1849–1852), а затем от Каукенеса (1852–1855).
Кроме сборников парламентских речей, оставшееся после него литературное наследство составляют публицистические статьи и очерки чилийских нравов (печатались в основном в периодических печатных изданиях «La Guerra a la Tiranоa», «El Mercurio», «El Semanario»). Вальехо, обладающий несомненным сатирическим талантом, дает в этих очерках широкие картины общественной жизни в Латинской Америке. Так, в качестве свидетеля первой линии, он подробно описал безумные будни при добыче полезных ископаемых в Копьяпо после открытия огромного месторождения серебра Чаньярсильо. Его стиль сравнивали со стилем испанца Мариано Хосе де Ларра, которым сам Вальехо открыто восхищался.
Хосе Хоакин Вальехо Боркоски умер 27 сентября 1858 года в Тоторалило.